# Alfa Romeo 800
L’Alfa Romeo 800 è stato un "autocarro unificato pesante" prodotto dall'Alfa Romeo dal 1940 al 1947.

## Storia
Nei primi anni di produzione è stato utilizzato come veicolo militare a servizio del Regio Esercito durante la seconda guerra mondiale, e venne chiamato 800RE. Durante la guerra, il veicolo fu all'inizio usato solamente dall'esercito italiano, principalmente nella campagna del Nordafrica, durante l'occupazione della Francia e nella campagna di Russia. Dopo l'armistizio del 1943 venne impiegato anche dalla Wehrmacht come Lastkraftwagen 6,5 t Alpha (i) Typ 800 R.E.. Dopo il conflitto la produzione dell'autocarro venne convertita per usi civili ed il nome del mezzo, di conseguenza, mutò in “800”. Nel 1947 venne sostituito sulle linee di montaggio dall'Alfa Romeo 900.
Un prototipo cingolato, il CSEM 800RE, fu prodotto per il Regio Esercito. L'acronimo CSEM significava “Centro Studi ed Esperienze della Motorizzazione”, ed era il dipartimento dell'esercito italiano che si occupava della ricerca e dello sviluppo dei veicoli militari.

## Tecnica

Prototipo del semicingolato CSEM 800RE.

L'Alfa Romeo 800 era un autocarro pesante a due assi, con ruote posteriori motrici gemellate, cabina metallica avanzata con guida a destra e cassone in legno da 6,5 tonnellate di portata. Era equipaggiato da un motore Diesel a sei cilindri in linea da 8725 cm³ di cilindrata, che erogava 108 CV di potenza. Il cambio era quattro rapporti, mentre la carrozzeria differiva nel modello militare per la presenza di barre di protezione davanti al radiatore; nel dopoguerra fu prodotta una versione civile con cabina maggiorata con vano cuccetta. L'autocarro raggiungeva la velocità massima di 50 km/h. Ci furono anche degli esemplari alimentati a benzina e a gasogeno (Alfa Romeo 800 GM, ovvero Gasogeno Militare).